# (2032) Ethel
(2032) Ethel (1970 OH) – planetoida z pasa głównego asteroid okrążająca Słońce w ciągu 5,37 lat w średniej odległości 3,07 au. Odkryta 30 lipca 1970 roku.